# Night and Day (Lied)
Night and Day ist ein Song von Cole Porter aus dem Jahre 1932 aus dem Musical Gay Divorce. Die am 29. November 1932 erstmals aufgeführte Ballade wurde noch im gleichen Jahr zum Nummer-eins-Hit und hat sich in den 1940er Jahren zum Jazzstandard entwickelt.

## Hintergrund
Der Titel wurde zunächst von Fred Astaire gesungen, sowohl in dem mit 248 Aufführungen mäßig erfolgreichen Porter-Musical als auch in dem 1934er Musicalfilm The Gay Divorcee (dt. Tanz mit mir!). Der Song beginnt sehr rhythmisch mit den Worten: „Like the beat, beat, beat of the tom tom“ und verhehlt nicht das körperliche Verlangen hinter der Liebesbekundung.
Der Kern der Melodie besteht eigentlich fast nur aus einer Tonwiederholung und einer Triole abwärts; die Melodie lebt „von den kleinen Bewegungen, die chromatisch um den Grundton herum kreisen,“ aber auch von der häufigen Verwendung der Quint. Jede Strophe ist 48 Takte lang und in einer ungewöhnlichen Liedform gehalten – ABA'BCB'. Der Song kann sowohl als Beguine als auch als Swingstück interpretiert werden. Cole Porter sagte später, dass er durch den Ruf eines Muezzins, den er auf einer Marokko-Reise gehört hatte, zu dem Stück inspiriert worden sei.

## Erste Einspielungen
Astaires Aufnahme des Songs mit dem Orchester von Leo Reisman wurde fast unmittelbar zum Hit und kletterte innerhalb von zwei Wochen an die Spitze der amerikanischen Hitparade. Auch andere Einspielungen aus den nächsten Jahren belegten das Hitpotenzial des Songs (auch in Instrumentalversionen):
- Leo Reisman and His Orchestra (1932, Fred Astaire, #1)
- Eddy Duchin and His Central Park Casino Orchestra (1933, Instrumental, #2)
- Eddy Duchin and His Orchestra (1934, Instrumental, #13) (Reissue)
- Charlie Barnet and His Orchestra (1940, Instrumental, #24)
- Frank Sinatra (1942, mit Axel Stordahl and His Orchestra, #16)
- Frank Sinatra (1944, #15)
- Bing Crosby (1946, #21)

In Europa wurde der Song bereits 1933 von den Comedian Harmonists aufgenommen.

## Der Weg zum Jazz- und Popstandard
Sinatra verlieh dem Stück 1942 mit tragender Stimme und relaxtem Timbre „den entscheidenden eleganten Schliff“ (er hatte den Song bereits seit spätestens 1936 im Programm gehabt). Zu den prägenden Swing-Versionen gehörten neben Einspielungen von Billie Holiday (1939) und Tommy Dorsey (1942) auch jene von Claude Thornhill (1942), Jack Teagarden (1943) und Edmond Hall (1944). Auch Art Tatum coverte den Song, zunächst 1946, dann in den fünfziger Jahren auch mit Solisten wie Roy Eldridge oder Ben Webster. Auch im Modern Jazz wurde der Song von vielen Musikern aufgenommen, z. B. von Charlie Parker (mit Bigband, 1952), Stan Getz (ab 1951 immer wieder) oder Bill Evans (mehrfach seit 1958), dem später Keith Jarrett, Chick Corea, Marian McPartland/Willie Pickens (Ain’t Misbehavin’: Live at the Jazz Showcase 2000) oder Adam Makowicz folgten. Saxophonisten spielten immer wieder den Titel – Sonny Rollins (1964) ebenso wie Joe Henderson, Lee Konitz (1974) oder Gary Thomas (1993). Neben den Instrumentalversionen gab es aber auch neue Gesangsversionen, etwa von Ella Fitzgerald (Ella Fitzgerald Sings the Cole Porter Songbook) oder von Anita O’Day. Im Popbereich nahm sich Sinatra immer wieder Night and Day an, das aber auch von Gruppen wie U2 (1990, auf Red Hot + Blue), Joachim Witt oder Rod Stewart gespielt wurde. Selbst Yehudi Menuhin interpretierte den Song (in einem Arrangement von Stephane Grappelli). Die Wirkungsgeschichte als Popsong wird in den Versionen des Willem Breuker Kollektiefs oder von Franz Koglmann reflektiert.
Das Stück wurde auch in dem biographischen Film über Cole Porter De-Lovely – Die Cole Porter Story (von Irwin Winkler) verwendet, gesungen von John Barrowman und Kevin Kline. ist auch der Titel eines Musical-Revue Films um Cole Porter aus dem Jahr 1946. Außerdem wurde es in der Fernsehwerbung (für eine gleichnamige Kaffeemischung) verwendet.